# Piante araldiche
Le piante sono molto rappresentate in araldica, particolarmente nell'araldica civica, sia per il loro valore come armi parlanti, sia per indicare caratteristiche di luoghi o naturali.

Piante in araldica

Il loro colore araldico è solitamente quello naturale, ma talora sono raffigurate in oro o altri smalti.
Tra le piante utilizzate nel blasone vi sono:
- Piante intere
  - Albero generico
  - Abete
  - Acero
  - Agrifoglio
  - Albero del drago
  - Alloro
  - Arancio
  - Betulla
  - Canna di palude
  - Cardo
  - Castagno
  - Cedro
  - Ciliegio
  - Cipolla
  - Cipresso
  - Erica
  - Faggio
  - Felce
  - Fico
  - Frassino
  - Gelso
  - Ginepro
  - Lauro
  - Luppolo
  - Mandorlo
  - Melo
  - Miglio
  - Nocciolo
  - Noce
  - Olivo
  - Olmo
  - Ontano
  - Pero
  - Pesco
  - Pino d'Italia
  - Pioppo
  - Quercia
  - Rovere
  - Salice
  - Silfio
  - Susino
  - Tiglio
  - Vepre
  - Vite

- Ghirlande
  - Redorte

- Erbe
  - Canapa

- Fiori
  - Aquilegia
  - Dente di cane
  - Fiore di lino
  - Garofano
  - Giglio araldico (o fiordaliso)
  - Giglio di Firenze
  - Giglio di giardino
  - Ibisco
  - Iris
  - Margherita
  - Mughetto
  - Ninfea
  - Papavero
  - Patata
  - Rosa
  - Zafferano

- Frutti
  - Avellane
  - Fragola
  - Mela granata
  - Rapa
  - Spiga di grano
  - Uva
  - Zucca

- Foglie
  - Cinquefoglie (o quintafoglia)
  - Crescione
  - Ninfea
  - Ortica
  - Palma
  - Quadrifoglio
  - Seifoglie
  - Trifoglio